# Hubert H. Humphrey Metrodome
Der Hubert H. Humphrey Metrodome,  (kurz „The Metrodome“ oder „The Dome“ genannt) war ein Stadion mit einem Tragluftdach in der US-amerikanischen Stadt Minneapolis im Hennepin County, Bundesstaat Minnesota. Es wurde zwischen 1982 und 2013 von mehreren Sportteams als Spielstätte genutzt, bevor es einem Neubau Platz machen musste.

## Geschichte
Nachdem die großen Sportteams in Minneapolis, die Twins und die Vikings, mit dem unüberdachten Metropolitan Stadium unzufrieden gewesen waren, wurde in den 1970er Jahren nach einer neuen Lösung gesucht. Die Twins kritisierten die fehlende Angepasstheit an die rauen Wetterbedingungen des Klimas des Mittleren Westens, die Vikings bemängelten die geringe Zuschauerkapazität (unter 48.500 Plätze) und den veralteten Zustand des Sportstadions.
Daher wurde für die Innenstadt von Minneapolis ein neues Stadion geplant. Ähnlich dem Silverdome bei Detroit sollte es komplett überdacht sein. Nachdem die Bürger von Minneapolis dem Bau zugestimmt hatten, wurde am 20. Dezember 1979 mit dem Bau des Metrodome begonnen, der als Traglufthalle konzipiert war. Die auf 70 Millionen US-Dollar bezifferten Kosten wurden dabei um zwei Millionen unterschritten. Bauträger war der Bundesstaat Minnesota. Benannt wurde die Arena nach dem 1978 verstorbenen Politiker und ehemaligen US-Vizepräsidenten Hubert H. Humphrey.
Zu Beginn des 21. Jahrhunderts begannen die einzelnen Sportteams, die ihre Spiele im Metrodome austragen, Pläne für eigene Spielstätten zu entwickeln. Diese entstanden aus der Tatsache, dass der Metrodome als unmodern und den Ansprüchen der einzelnen Mannschaften nicht genügend angepasst galt. 2006 wurde mit dem Bau eines neuen Stadions für das Football-Team der Golden Gophers begonnen. Das TCF Bank Stadium wurde 2009 fertiggestellt und bietet Platz für 50.000 Zuschauer. Die Twins begannen 2007 mit dem Bau des Target Field, das 2010 mit einem 5:2-Sieg gegen die Boston Red Sox offiziell eröffnet wurde.
Am 11. Dezember 2010 stürzte die mit glasfaserverstärktem Kunststoff überspannte Dachkonstruktion aufgrund der Schneemassen eines Blizzard ein. Zuvor fielen innerhalb von 24 Stunden rund 40 Zentimeter Neuschnee.
Unmittelbar im Anschluss an das letzte Saisonspiel der Minnesota Vikings am 29. Dezember 2013 begannen die Vorbereitungen für den Abriss des Stadions. Am 18. Januar 2014 wurde als erster Schritt der eigentlichen Abbrucharbeiten das luftgestützte Dach kontrolliert zu Boden gelassen, anschließend sollte die Arena nach und nach abgetragen werden. An ihrer Stelle entstand bis Juli 2016 ein neuer Bau mit dem Namen U.S. Bank Stadium, welcher den Minnesota Vikings als neue Spielstätte dient. Bis zur Fertigstellung war das TCF Bank Stadium der University of Minnesota übergangsweise die Heimat der Vikings.

## Veranstaltungen
Besondere Sportveranstaltungen waren das MLB All-Star Game im Jahre 1985 und die World Series in den Jahren 1987 und 1991. 1992 fand im Metrodome der Super Bowl XXVI statt. In den Jahren 1992 und 2001 war der Metrodome Austragungsort der Final-Four-Turniere der NCAA. Darüber hinaus fanden in unregelmäßigen Abständen weitere Sportevents und Konzerte im Metrodome statt. Auch die Parkplatzfläche am Metrodome wurde für Konzerte genutzt.

## Galerie

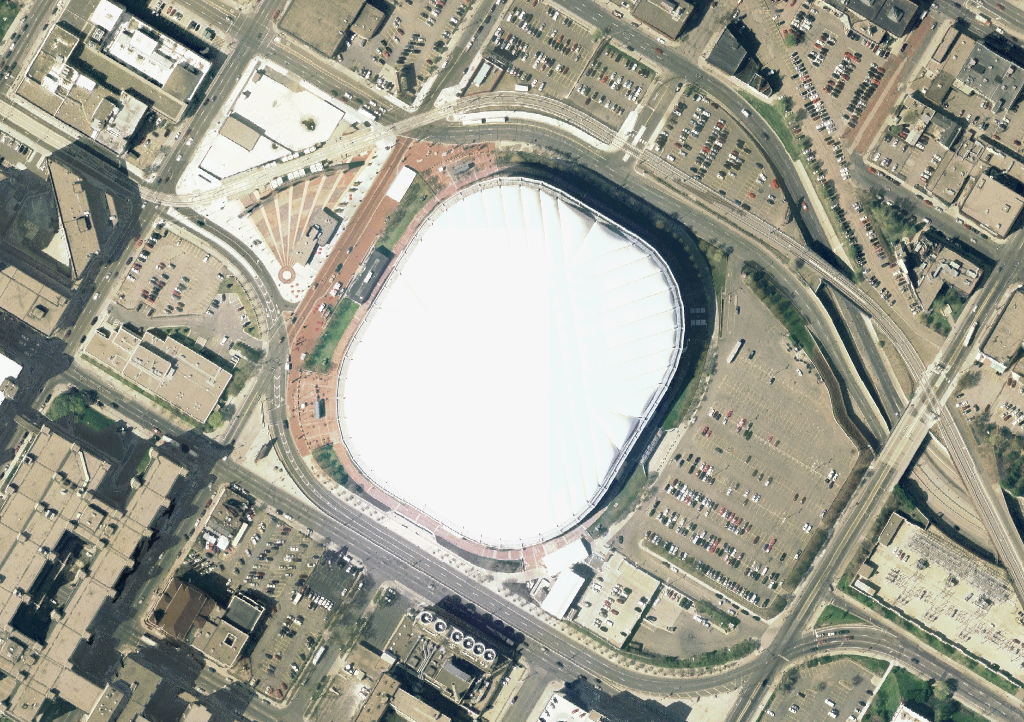
Der Metrodome von oben
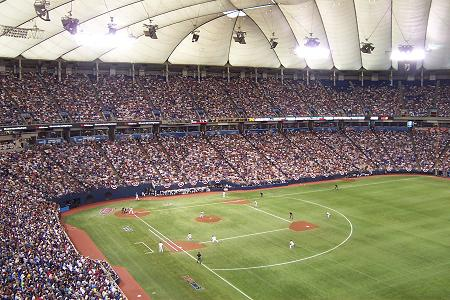
Baseballspiel der Twins (2004)
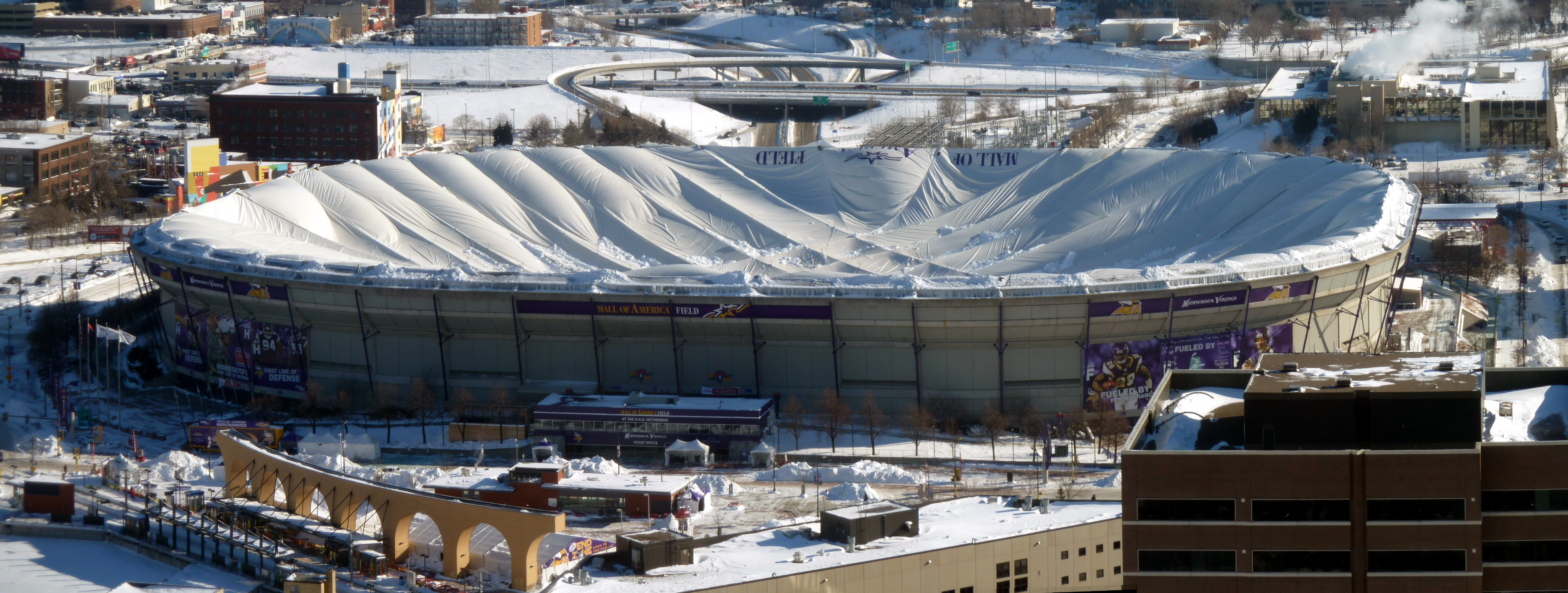
Die Dachkonstruktion zwei Tage nach dem Einsturz durch einen Blizzard (Dezember 2010)
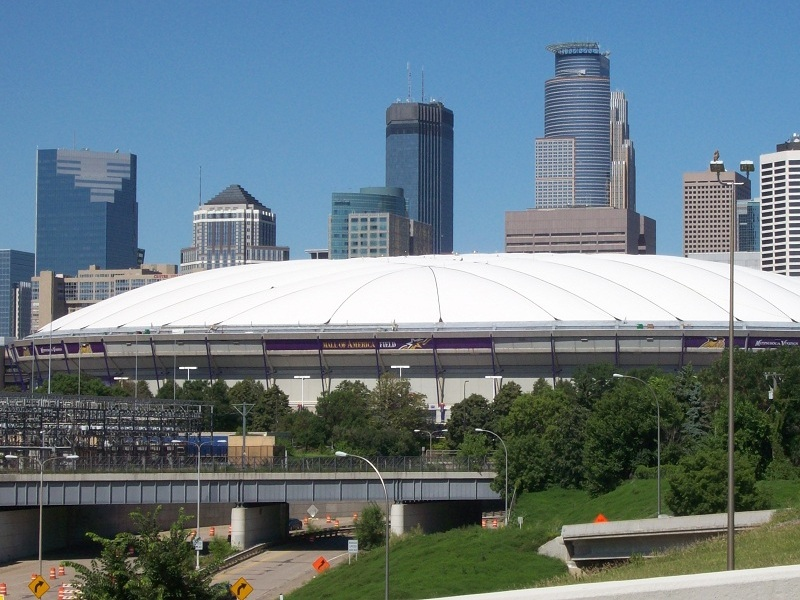
Das Stadion im August 2011 mit neuem Dach
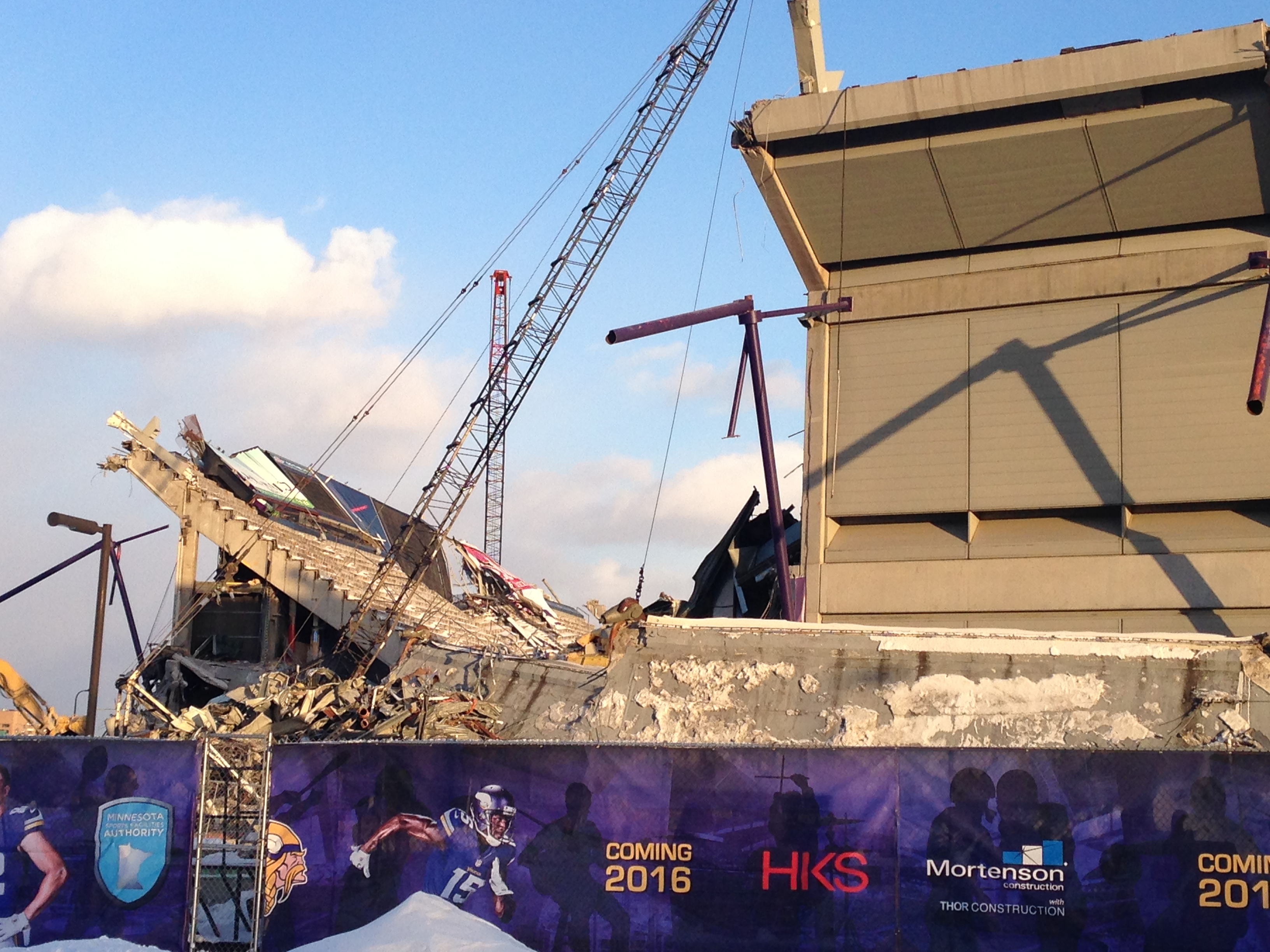
Der Abriss des Metrodome